# Histrionicus histrionicus

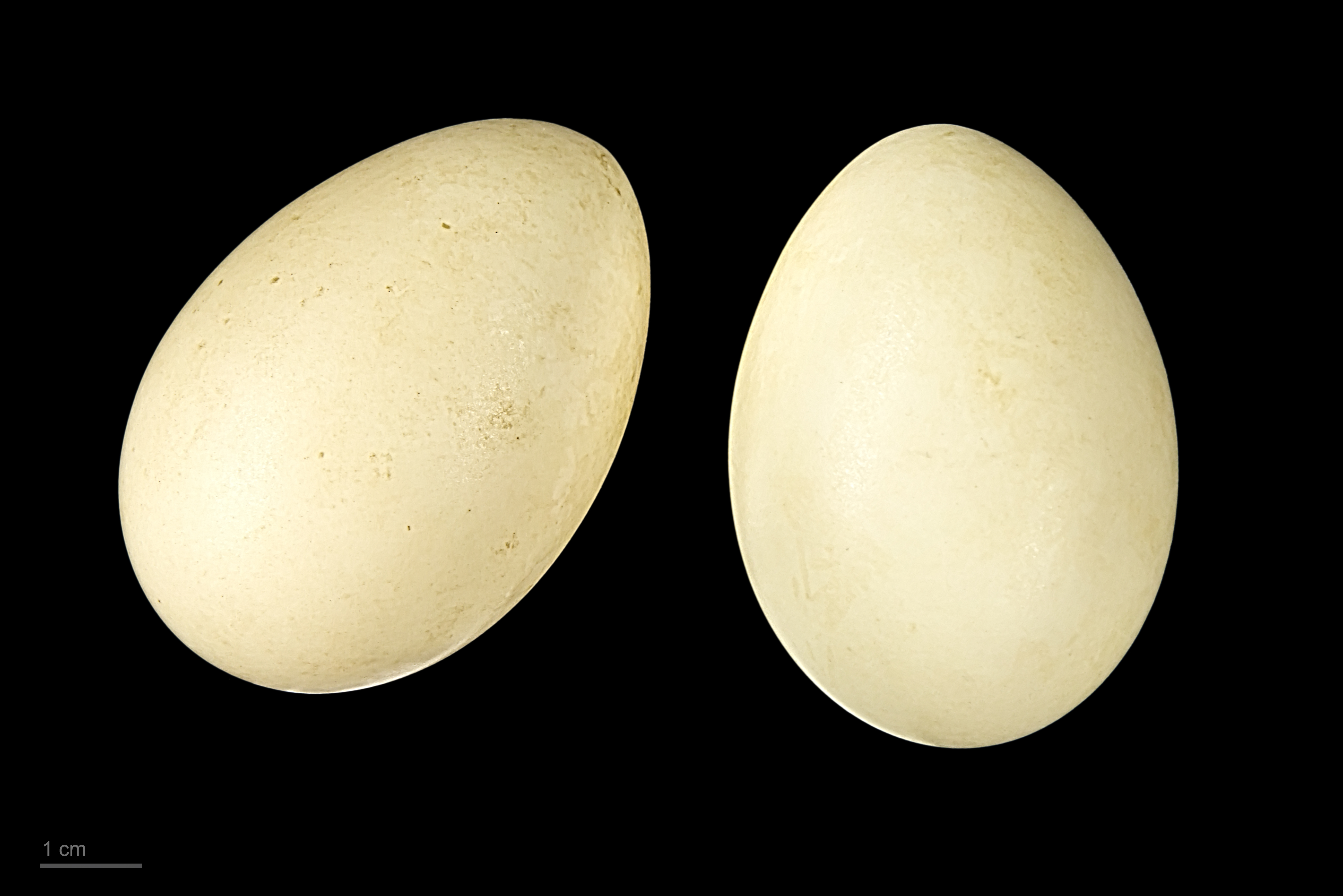
Histrionicus histrionicus - MHNT

El pato arlequín (Histrionicus histrionicus) es una especie de ave anseriforme de la familia Anatidae, la única del género Histrionicus.
Es un pato con un diseño brillante y fragmentado del plumaje que es un sutil camuflaje en las aguas claras y móviles. Cría junto a arroyos y ríos fríos y rápidos, alimentándose de los insectos acuáticos posados sobre rocas y guijarros. Su vuelo es potente y bajo, siguiendo los cursos de agua. Tras la cría emigra al mar, donde bucea en busca de bivalvos y crustáceos.

## Distribución
Se encuentra en América del Norte septentrional, Rusia oriental, el sur de Groenlandia y en Islandia. En Europa occidental se han registrado ejemplares divagantes.

## Subespecies
Se reconocen las siguientes subespecies:
- Histrionicus histrionicus histrionicus
- Histrionicus histrionicus pacificus